# Odrasli
Odrasli su osobe, koje su završile psihofizički razvoj i mogu se smatrati punoljetnima. 
To je obično osoba od 18 ili više godina. U slučaju životinja, svaka jedinka koja je spolno zrela smatra se odraslom. U ljudskome kontekstu, pojam odrasla osoba dodatno ima značenja povezana s društvenim i pravnim pojmovima. Za razliku od „maloljetnika”, punoljetna osoba smatra se samostalnom i odgovornom. Uobičajena dob za punoljetnost je 18 godina, iako se definicija može razlikovati ovisno o pravnom sustavu i zemlji (pr. 21 godina).
Definicije odrasle dobi često su nedosljedne i proturječne. Osoba može biti biološka odrasla i ponašati se kao odrasla osoba, ali i dalje biti tretirana kao dijete ako je mlađa od zakonske punoljetnosti. Suprotno tome, osoba može biti pravno punoljetna, ali nemati zrelost i odgovornost koja bi mogla definirati karakter odrasle osobe.
U različitim kulturama postoje događaji vezani uz prijelaz iz djetinjstva u odraslu dob (tzv. „ispiti zrelosti”). Često uključuje polaganje niza ispita koji pokazuju da je osoba spremna za odraslu dob ili dostizanje određene dobi, ponekad zajedno s pokaznom pripremom. Većina suvremenih društava zakonsku punoljetnost utvrđuje na temelju godina bez potrebe za dokazivanjem tjelesne zrelosti ili pripreme za odraslu dob. Primjer rituala prijelaza u europskim i zapadnim društvima je polaganje mature.
Povijesno i kulturološki gledano, odrasla dob ponajprije je određena početkom puberteta (pojava sekundarnih spolnih obilježja). U prošlosti je osoba obično prelazila iz statusa djeteta izravno u status odrasle osobe, često obilježavajući taj prijelaz nekom vrstom ispita punoljetnosti ili svečanosti. Tijekom industrijske revolucije djeca su vrlo rano odlazila na posao kako bi pomogla svojim obiteljima u preživljavanju. Nije bilo velikoga naglaska na školi ili obrazovanju. Mnoga djeca uspjela su se zaposliti i nije im se tražilo prethodno radno iskustvo.